# 카미오 요코
카미요 요코(일본어: 神尾 葉子 가미요 요코[*], 1966년 6월 29일 ~ )는 일본의 만화가이다. 도쿄도에서 태어났다.
1986년 《더 마가렛》에 발표한 《하타치노 마마데 맛테루(はたちのままで待ってる)》로 데뷔하였다. 1992년부터 2004년까지 《마가렛》에 《꽃보다 남자》를 장기 연재하였다. 《꽃보다 남자》는 중화민국, 일본, 대한민국에서 각각 텔레비전 드라마로 제작되었으며, 일본에서는 애니메이션으로도 제작되었다.

## 작품 목록
- 꽃보다 남자
- 캣 스트릿
- 마츠리 스페셜
- 호랑이와 늑대